# Vleerkens vogel
Vleerkens vogel is een sprookje uit Kinder- und Hausmärchen, de verzameling van de gebroeders Grimm, met als nummer KHM46. De oorspronkelijke naam is Fitchers Vogel.

## Het verhaal
Een heksenmeester gaat langs de huizen om te bedelen, maar zoekt eigenlijk mooie meisjes. Een man heeft drie mooie dochters en op een dag klopt de heksenmeester met een draagmand bij hem aan. De oudste dochter doet open en wil de bedelaar brood geven, maar opeens moet ze in de mand springen als ze door hem wordt aangeraakt. Hij brengt haar naar zijn huis in het donkere bos en geeft haar alles wat ze wenst. Na een paar dagen gaat hij op reis en geeft de sleutels van het huis aan het meisje. Ze mag alles bekijken, behalve één kamer. Als ze die deur opent, zal ze worden gedood. Hij geeft haar een ei en ze moet dit altijd bij zich dragen. Als het zoekraakt, gebeuren er grote ongelukken.
De man gaat weg en het meisje bekijkt het hele huis. Alles is van zilver en goud en het meisje heeft nog nooit zoiets moois gezien. Ze komt bij de verboden deur en wil voorbijlopen, maar haar nieuwsgierigheid wordt te groot. Ze kijkt naar de sleutels en opent het slot. In het midden van de kamer staat een groot bekken vol bloed en in stukken gehakte mensen. Er staat een hakblok met een blinkende bijl en ze probeert het bloed eraf te wrijven. De man komt terug en hij vraagt naar de sleutels en het ei. Het meisje geeft de dingen terug en hij ziet meteen dat ze in de verboden kamer is geweest. Hij trekt haar aan haar haren de kamer in, hakt haar hoofd af en gooit het lichaam in het bekken.
Opnieuw gaat de heksenmeester als bedelaar op weg en de tweede dochter doet open. Hij raakt haar aan en neemt haar mee, ook zij kan haar nieuwsgierigheid niet bedwingen. Ze wordt ook gedood en de heksenmeester gaat op weg om de derde zuster te halen. Maar zij is slim en listig en als ze het ei en de sleutels krijgt, bergt ze deze zorgvuldig op. Ze bekijkt het huis en komt in de verboden kamer, ze ziet haar zusters en legt de lichamen bijeen. Ze beginnen te bewegen en doen hun ogen open, ze leven weer en zijn dolgelukkig elkaar terug te zien. De man komt thuis en vraagt om de sleutel en het ei, er zit geen bloed op en hij besluit met deze vrouw te trouwen. Hij heeft nu geen macht meer over haar en moet nu doen wat zij wil.
Ze wil dat hij een mand vol goud aan haar ouders brengt, ondertussen zal zij de voorbereidingen voor het huwelijk treffen. De vrouw rent naar haar zusters en verstopt hen in een mand, ze dekt ze toe met goud. De heksenmeester komt de mand halen en de vrouw waarschuwt dat ze alles wat hij doet door het raam kan zien. Als hij onderweg gaat rusten, roept een zuster dat ze door het raam ziet dat hij stil staat. De man loopt door en komt al snel bij het huis van de ouders.
De vrouw nodigt de vrienden van de heksenmeester uit en pakt een doodshoofd met grijnzende tanden. Ze zet er een hoofdtooi en een bloemenkrans op en laat het door het raam naar buiten kijken. Ze dompelt zich in een vat met honing, snijdt het bed open en rolt door de veren. Als een wonderlijke vogel gaat ze naar buiten en ze vertelt de bruiloftsgasten dat ze uit Vlerk Vleerkens huis is gekomen. Ze vertelt dat de bruid het huis van onder tot boven veegde en nu uit het zolderraam kijkt. De bruidegom vraagt ook waar ze vandaan komt en ze vertelt hetzelfde. Hij ziet het versierde doodshoofd en groet het vriendelijk. Als hij naar binnen gaat en zijn gasten ziet, komen de broers en familieleden van de bruid. Ze doen alle deuren van het huis op slot en steken het in brand, de heksenmeester en zijn trawanten komen in de vlammen om.

## Achtergronden bij het verhaal
- Het sprookje komt uit Hessen.
- Het sprookje is samengesteld uit twee verhalen.
- De Duitse benaming Fitchers Vogel is afgeleid van het IJslandse fitfuglar, een watervogel die wit is als zwanen.
- Dit verhaal kwam in heel Europa voor, in de Lage Landen als Het rode kasteel. Het is vooral bekend in de vorm die Perrault er in zijn Blauwbaard aan gegeven heeft. Blauwbaard is een rijke verleider, in die versie kijkt zuster Anna uit het raam en wacht op haar broers.
- Het sprookje is verwant met De roversbruidegom (KHM40) en Hazekebruid (KHM66).
- In Nederland gaat ook het Lied van Heer Halewijn over een vrouwenmoordenaar.
- De verboden kamer speelt ook een rol in Het kind van Maria (KHM3) en De trouwe Johannes (KHM6) In KMKH3 wordt geprobeerd een vinger schoon te poetsen na het openen van de verboden deur. Dit staat voor een leugen, denk ook aan de uitdrukking iemand een poets bakken. In Vleerken vogel probeert het meisje het bloed weg te poetsen.
- Ook Raponsje (KHM12) doet iets wat niet mag en liegt hierover. Ze wordt dan naar de woestenij verbannen.
- Een moordenaarshuis komt ook voor in De roversbruidegom (KHM40) en het vervallen sprookje Het moordslot (nr. 73 in de eerste editie van Kinder- und Hausmärchen).
- Zilver staat in sprookjes vaak symbool voor de maan (vrouw), goud staat voor de zon (man).
- Vergelijk ook De geduldsteen uit Turkije, ook hier speelt het openen van een verboden deur en het bewaren van een geheim een grote rol.